# Lorsch Kloster
Lorsch kloster er et tidligere benediktinerkloster i Lorsch i landkreis Bergstrasse i den tyske delstat Hessen. Klosterkirken og det tidligere kloster blev i 1991 opført på UNESCOs liste over verdens kulturarv.

## Historie
Klosteret blev grundlagt i 764 og var indtil højmiddelalderen både et centrum for samfundsmagt, kirke- og kulturliv. Lorsch Kloster var et sted hvor den antikke viden blev overleveret til europæisk kultur.
I 1232 kom klosteret under ærkestiftet Mainz. I 1461 blev det forpagtet til Rheinische Pfalzgrafschaft (Kurpfalz) som opløste klosteret i 1564.

## Klosterskrifterne
Klosterets historie indgår i Codex Lorsch (Codex Laureshamensis) en skriftsamling fra 1170'erne. Codex Lorsch som opbevares i statsarkivet i Würzburg, er et grundlæggende værk til forståelsen af tidlig tysk middelalder. Et andet kendt dokument fra Lorsch Kloster er Codex Aureus Laureshamensis som er en rigt illustreret og koloreret evangeliebog.

## Arkitektur
Klosterkirken med dens monumentale indgang, den berømte Torhalle (porthallen), er sjældne overleveringer fra den karolingske æra. Skulpturerne og malerierne fra denne periode er fremdeles i bemærkelsesværdig god stand.